# Слободка (Немировский район)
Слободка (укр. Слобідка) — село на Украине, находится в Немировском районе Винницкой области.
Код КОАТУУ — 0523086403. Население по переписи 2001 года составляет 57 человек. Почтовый индекс — 22880. Телефонный код — 4331.
Занимает площадь 0,464 км².

## Адрес местного совета
22881, Винницкая область, Немировский район, с. Райгород